# Arzo

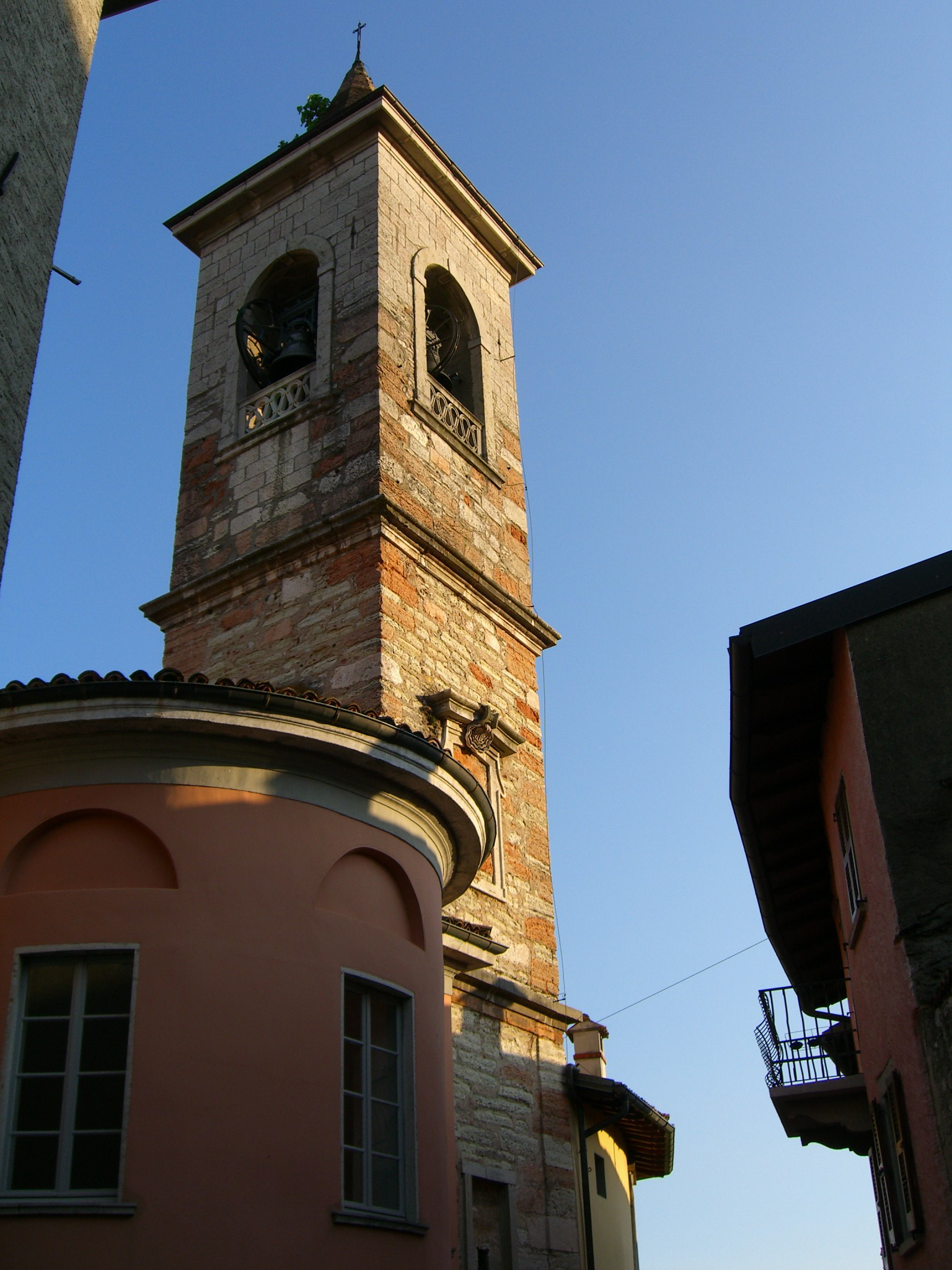
Kirche Santi Nazaro und Celso, Glockenturm

Ehemaliger Kalkofen. Historisches Bild von Leo Wehrli (1922)

Arzo, Steinbruch an der Strasse mit Kran und Hüttchen. Historisches Bild von Leo Wehrli (1937)

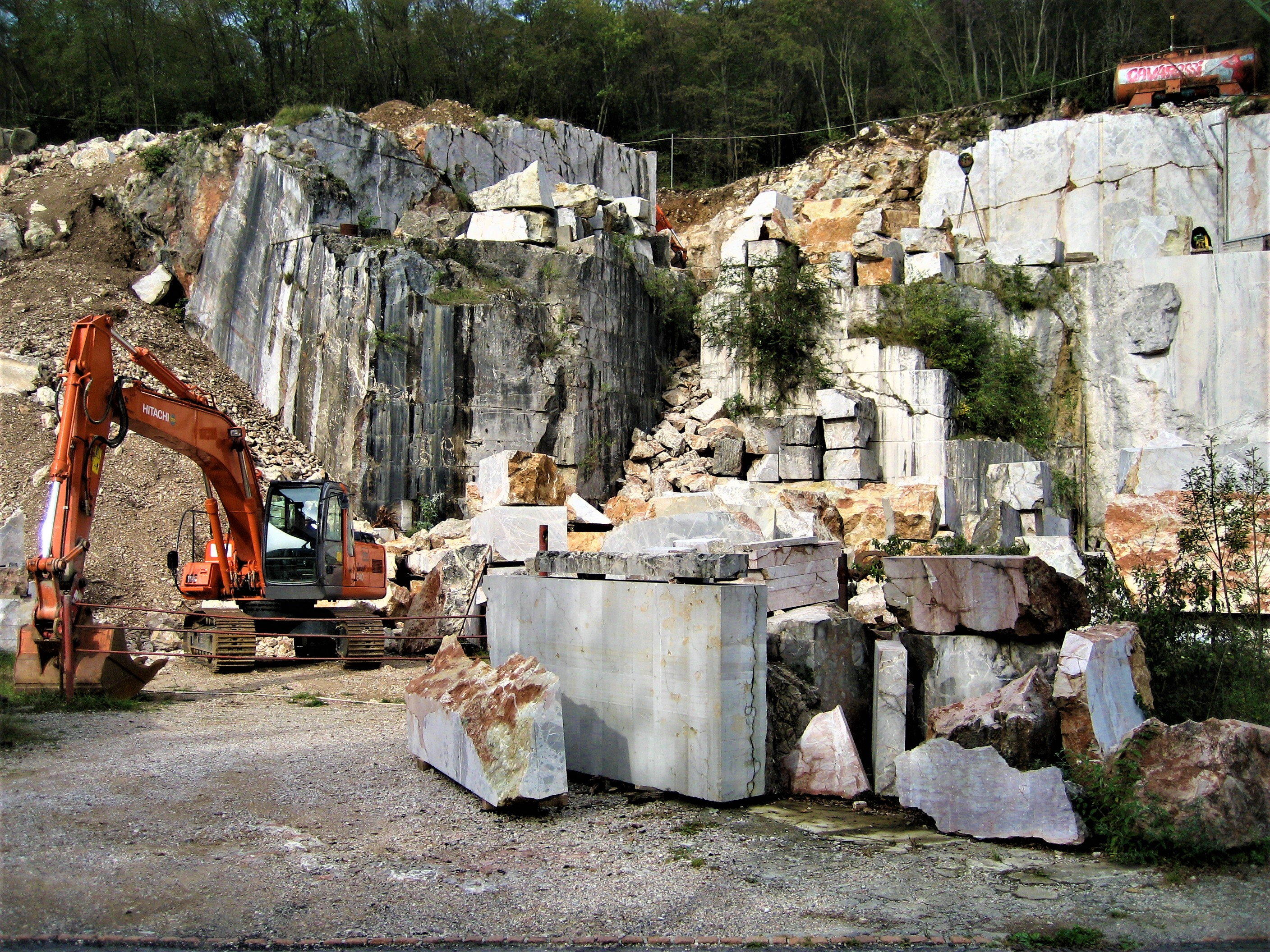
Marmor-Steinbruch (2007)

Arzo war bis zum 4. April 2009 eine politische Gemeinde im Kreis Riva San Vitale des Bezirks Mendrisio im Schweizer Kanton Tessin.

## Geographie
Arzo liegt auf 501 m ü. M. am Fusse des Poncione d’Arzo (1015 m ü. M.) im Tal des Flüsschens Gaggiolo, dessen Zuflüsse oberhalb von Arzo die Täler Valle d’Arzo sowie Val Maggiore bilden. Das Dorf liegt rund 4 km westnordwestlich von Mendrisio und rund 8 km nordwestlich von Chiasso direkt an der Grenze zu Italien. Das Siedlungsgebiet ist fast vollständig mit dem von Besazio zusammengewachsen.

## Geschichte
Das Dorf wurde 1335 als Arzio erstmals erwähnt. Arzo gehörte unter den Visconti, unter der schweizerischen Herrschaft und bis 1814 zum Bezirk Lugano. 1798 bildete es einen Teil der unabhängigen Republik Riva San Vitale. Der Ort war schon im Mittelalter für seine Steinbrüche bekannt. Die vielfarbigen Varietäten des „Arzo-Marmors“ („Buntmarmor“) wurden in weit über eintausend Kirchenbauten überwiegend zur Innendekoration verwendet, beispielsweise für den Bau des Doms zu Como, 1435 für die Restaurierung der Fassade des Brolettos in Como, für den Altar der Kirche San Pietro in Astano sowie für das Relief an der Kathedrale San Lorenzo in Lugano. Das Dorf erhob eine Abgabe auf den in seinen Brüchen gewonnenen „Marmor“, der eigentlich ein Kalkstein und eine Kalksteinbrekzie, partiell zudem ein Dolomitgestein ist. In der 1. Hälfte des 14. Jahrhunderts musste Arzo den Herzögen von Mailand acht Wehrpflichtige stellen.
In kirchlicher Hinsicht gehörte Arzo zur Pfarrei Riva San Vitale, von der es am 15. Oktober 1630 abgelöst und zur unabhängigen Pfarrei ausgestaltet wurde; im 18. Jahrhundert schuldete es der Mutterkirche von Riva San Vitale noch einen Zins von 415 Lire, der später abgelöst wurde.
Am 25. November 2007 wurde die Fusion der Gemeinden Arzo, Capolago, Genestrerio, Mendrisio, Rancate und Tremona von deren Stimmberechtigten gutgeheissen. Sie haben sich per 5. April 2009 zur neuen Gemeinde Mendrisio zusammengeschlossen. Arzo ist aber nach wie vor eine eigenständige Bürgergemeinde.

## Bevölkerung
Einwohnerzahlen: Volkszählungsdaten  Zahl für 2024 lt. Città del Mendrisio

## Verkehr
Arzo wird hauptsächlich durch die Hauptstrasse 393 erschlossen, die das Dorf mit der nur wenige Kilometer entfernten A2 sowie mit Saltrio in Italien verbindet. Die wichtigste Verbindungsstrasse für das weiter oben im Tal gelegene Dorf Meride zweigt in Arzo von der Hauptstrasse ab.

## Sehenswürdigkeiten
Das Dorfbild ist im Inventar der schützenswerten Ortsbilder der Schweiz (ISOS) als schützenswertes Ortsbild der Schweiz von nationaler Bedeutung eingestuft.
- Pfarrkirche Santi Nazaro und Celso[10][11]
- Wohnhaus Bustelli (Gasthof)[10]
- Öffentliches Bad[10]
- Festungen Arzo-Monte Orsa-Meride[12]
- Museo dei boccalini e tazzini ticinesi[13]

## Infrastrukturen
- Società di Mutuo Soccorso fra gli Operai della Lega dei Tre Castelli di Meride, Arzo e Tremona[14]
- Al Castello Produzioni Cinematografiche SA[15]

## Sport
- Associazione Sportiva della Montagna Arzo – Besazio – Meride – Tremona[16]